# Równina Kozienicka
Równina Kozienicka (318.77) – mezoregion fizycznogeograficzny w środkowo-wschodniej Polsce. Ograniczają ją następujące regiony fizycznogeograficzne:
- od północy – Równina Warszawska
- od wschodu – Dolina Środkowej Wisły
- od południa i zachodu – Równina Radomska.

Równina Kozienicka o powierzchni ok. 950 km², jest równiną denudacyjną (peryglacjalną). Na powierzchni równiny zalegają zwydmione piaski, na których zachowały się pozostałości Puszczy Kozienickiej chronionej w formie Kozienickiego Parku Krajobrazowego (powstałego w 1983).
Przez środek równiny płynie pradoliną rzeka Radomka (prawobrzeżny dopływ Wisły), mająca swe źródła na Garbie Gielniowskim. 
Największe miasta na terenie równiny to:
- Pionki
- Kozienice